# Евсеев, Илья Тимофеевич
Илья́ Тимофе́евич Евсе́ев (30 июля 1877, Санкт-Петербургская губерния — не ранее 1930) — член IV Государственной Думы от Санкт-Петербургской губернии.

## Биография
Православный, крестьянин деревни Евсеева Гора Лужицкой волости Ямбургского уезда.
До четырнадцати лет пас скот, помогая своим заработком отцу. Окончил церковно-приходскую школу, двухклассное училище и земскую учительскую семинарию (1897).
Пробыв пять лет сельским учителем в Ямбургском уезде, поступил на службу в губернское земство в качестве сотрудника оценочно-статистического отделения. В 1909—1911 годах состоял членом Ямбургской уездной земской управы. Затем вернулся на службу в губернское земство на должность земского страхового агента по Ямбургскому уезду.
В 1912 году был избран в члены Государственной думы от Санкт-Петербургской губернии съездом уполномоченных от волостей. Был секретарем фракции прогрессистов. В знак протеста против выхода фракции из Прогрессивного блока перешел в конституционно-демократическую фракцию. Также был членом бюро Крестьянской группы. Состоял секретарем комиссий по военным и морским делам и по борьбе с немецким засильем, а также членом комиссий: по народному образованию, переселенческой, сельскохозяйственной, по рабочему вопросу и бюджетной.
С 1913 года избирался гласным Ямбургского уездного и Санкт-Петербургского губернского земских собраний, членом училищного совета и председателем волостного суда. Был действительным членом Ямбургского общества «Просвещение».
В годы Первой мировой войны был начальником передового перевязочно-питательного отряда имени Московских биржевого и купеческого обществ, затем состоял в 3-м отряде имени Государственной думы. 1 августа 1915 года, на фоне успехов военного ограничения продажи спиртного, совместно с П. К. Макогоном внес законодательное предложение «Об утверждении на вечные времена в Российском государстве трезвости». Состоял членом Совета Всероссийского общества помощи военнопленным.
Участвовал в Февральской революции. С 1 по 16 марта 1917 года был комиссаром Временного комитета Государственной думы по охране Государственного банка. С 3 марта вместе с И. Н. Маньковым принимал участие в собрании представителей рабочих, армии, флота и общественных организаций Ревеля, способствовал наведению порядка в городе. С конца апреля состоял председателем подкомиссии пособий при Объединённой комиссии Главного управления РОКК. 15 мая 1917 года избран председателем Петроградской губернской земской управы. С 16 июня 1917 года был членом ВКГД.
6 августа 1917 года избран членом Поместного собора Православной церкви как представитель от ГД, но ввиду отсутствия в Петрограде исключен. Входил во Временный совет Российской республики.
После Октябрьской революции вернулся в Ямбург, затем выехал в Эстонию. В августе 1919 года вошел в состав Северо-Западного правительства: сначала был министром исповеданий, а с 1 октября 1919 — министром внутренних дел. После поражения Северо-Западной армии вместе с В. Л. Горном остался в Ревеле для ликвидации дел Северо-Западного правительства. Входил в Комитет русских эмигрантов.
В эмиграции во Франции. В 1920-е годы жил в Лионе, был членом приходского совета местной православной церкви. Упоминается в мемуарах митрополита Евлогия:
В Лионе проживала семья князей Оболенских. Княгиня, бойкая, энергичная особа, хотела явить себя церковной деятельницей и организовала школу. Когда я приехал в Лион, она меня пригласила к завтраку. Я дал понять, что следовало бы пригласить и священника… На завтраке произошел скандал. Член Приходского совета, бывший член Государственный думы Евсеев, вместо приветствия, разразился обвинительной речью против о. настоятеля. Я оборвал оратора: «Ваши слова — оскорбление гостеприимству… Я выслушаю вас, но в другой обстановке».
По сообщению эмигрантской газеты «Вести Дня», в июне 1930 года арендовал хутор на юге Франции. Дальнейшая судьба неизвестна. Был женат.